# Tamarindo (Costa Rica)
Tamarindo es el noveno distrito del cantón de Santa Cruz, en la provincia de Guanacaste, de Costa Rica.
Tamarindo, antiguo pueblo de pescadores artesanales, es en la actualidad una de las comunidades turísticas más desarrolladas de Costa Rica. Sus condiciones geográficas y climáticas la hacen una zona idónea para la práctica del surf y otros deportes acuáticos. 

## Historia
Hasta principios de la década de los 80, Tamarindo era un pueblo de pescadores escasamente poblado, donde los residentes locales vivían de la pesca del pargo rojo y el róbalo en el estuario del río Matapalo. Tamarindo casi no existía como pueblo antes de su auge turístico, por lo que hoy en día prácticamente ninguno de los empleados en actividades turísticas reside en el distrito, sino en comunidades aledañas como Villareal, Veintisiete de Abril, San José de Pinilla o Hernández. El distrito de Tamarindo fue creado por el decreto ejecutivo 24820-G del 27 de noviembre de 1995, debido a su aumento poblacional, con parte del norte del territorio del distrito de Veintisiete de Abril.
| Parámetros climáticos promedio de Tamarindo, Costa Rica | Parámetros climáticos promedio de Tamarindo, Costa Rica | Parámetros climáticos promedio de Tamarindo, Costa Rica | Parámetros climáticos promedio de Tamarindo, Costa Rica | Parámetros climáticos promedio de Tamarindo, Costa Rica | Parámetros climáticos promedio de Tamarindo, Costa Rica | Parámetros climáticos promedio de Tamarindo, Costa Rica | Parámetros climáticos promedio de Tamarindo, Costa Rica | Parámetros climáticos promedio de Tamarindo, Costa Rica | Parámetros climáticos promedio de Tamarindo, Costa Rica | Parámetros climáticos promedio de Tamarindo, Costa Rica | Parámetros climáticos promedio de Tamarindo, Costa Rica | Parámetros climáticos promedio de Tamarindo, Costa Rica | Parámetros climáticos promedio de Tamarindo, Costa Rica |
| Mes                                                     | Ene.                                                    | Feb.                                                    | Mar.                                                    | Abr.                                                    | May.                                                    | Jun.                                                    | Jul.                                                    | Ago.                                                    | Sep.                                                    | Oct.                                                    | Nov.                                                    | Dic.                                                    | Anual                                                   |
| ------------------------------------------------------- | ------------------------------------------------------- | ------------------------------------------------------- | ------------------------------------------------------- | ------------------------------------------------------- | ------------------------------------------------------- | ------------------------------------------------------- | ------------------------------------------------------- | ------------------------------------------------------- | ------------------------------------------------------- | ------------------------------------------------------- | ------------------------------------------------------- | ------------------------------------------------------- | ------------------------------------------------------- |
| Temp. máx. abs. (°C)                                    | 45.7                                                    | 46                                                      | 47                                                      | 46.6                                                    | 45.6                                                    | 44                                                      | 43                                                      | 43                                                      | 41                                                      | 42                                                      | 40                                                      | 40                                                      | 47                                                      |
| Temp. máx. media (°C)                                   | 35.6                                                    | 37.6                                                    | 33.3                                                    | 36.6                                                    | 38.6                                                    | 34.4                                                    | 37.7                                                    | 38                                                      | 37                                                      | 36.7                                                    | 36.4                                                    | 36                                                      | 37                                                      |
| Temp. media (°C)                                        | 30.2                                                    | 31.2                                                    | 32.2                                                    | 32                                                      | 32                                                      | 34.4                                                    | 31.1                                                    | 30                                                      | 29.6                                                    | 30                                                      | 28.8                                                    | 27                                                      | 30                                                      |
| Temp. mín. media (°C)                                   | 23.3                                                    | 25.5                                                    | 26.5                                                    | 24.4                                                    | 26.6                                                    | 25.5                                                    | 23.5                                                    | 21                                                      | 20                                                      | 19.8                                                    | 17.8                                                    | 16.6                                                    | 16.6                                                    |
| Temp. mín. abs. (°C)                                    | 6.8                                                     | 8.6                                                     | 9.4                                                     | 10                                                      | 11                                                      | 12                                                      | 13.3                                                    | 12.2                                                    | 12                                                      | 11.1                                                    | 7.6                                                     | 5                                                       | 5                                                       |
| Precipitación total (mm)                                | 76                                                      | 92                                                      | 100                                                     | 115                                                     | 125                                                     | 130                                                     | 120                                                     | 116                                                     | 114                                                     | 100                                                     | 96                                                      | 81                                                      | 1229                                                    |
| [cita requerida]                                        |                                                         |                                                         |                                                         |                                                         |                                                         |                                                         |                                                         |                                                         |                                                         |                                                         |                                                         |                                                         |                                                         |

## Ubicación
Se encuentra limitado por los distritos de Tempate, Veintisiete de Abril y Santa Cruz, y bordeado por el oeste por el Océano Pacífico.

## Geografía
Tamarindo cuenta con un área de 126,09 km² y una altitud media de 27 m s. n. m.
Es un pueblo costero sin grandes elevaciones. Posee varios cerros de baja altitud que forman parte de la formación geológica Santa Elena (la más antigua del país), entre los que destacan los cerros Morro, El Negro, Boquerones, Los Coyotes, Zonchiche y Ventanas, 

### Hidrografía
Dos ríos atraviesan el territorio del distrito: el río Matapalo y el río San Francisco, que desembocan directamente en el Océano Pacífico en dos amplios estuarios, los cuales poseen importantes manglares. Otros dos ríos, el río San Andrés y el río Pinilla, también cruzan el territorio y son afluentes del Matapalo y el San Francisco respectivamente, y son alimentados a su vez por varias quebradas, como Honda, Chepa, Marroquín y Palmar. 

### Islas
Las islas Capitán y Verde, se ubican frente a la costa.

### Playas
El distrito se encuentra bañado por las aguas del Océano Pacífico, en la bahía de Tamarindo. Esta bahía se ubica entre el cabo Velas y la punta San Francisco (o Madero), e incluye las playas Grande, Langosta y Ventanas.

#### Playa Tamarindo

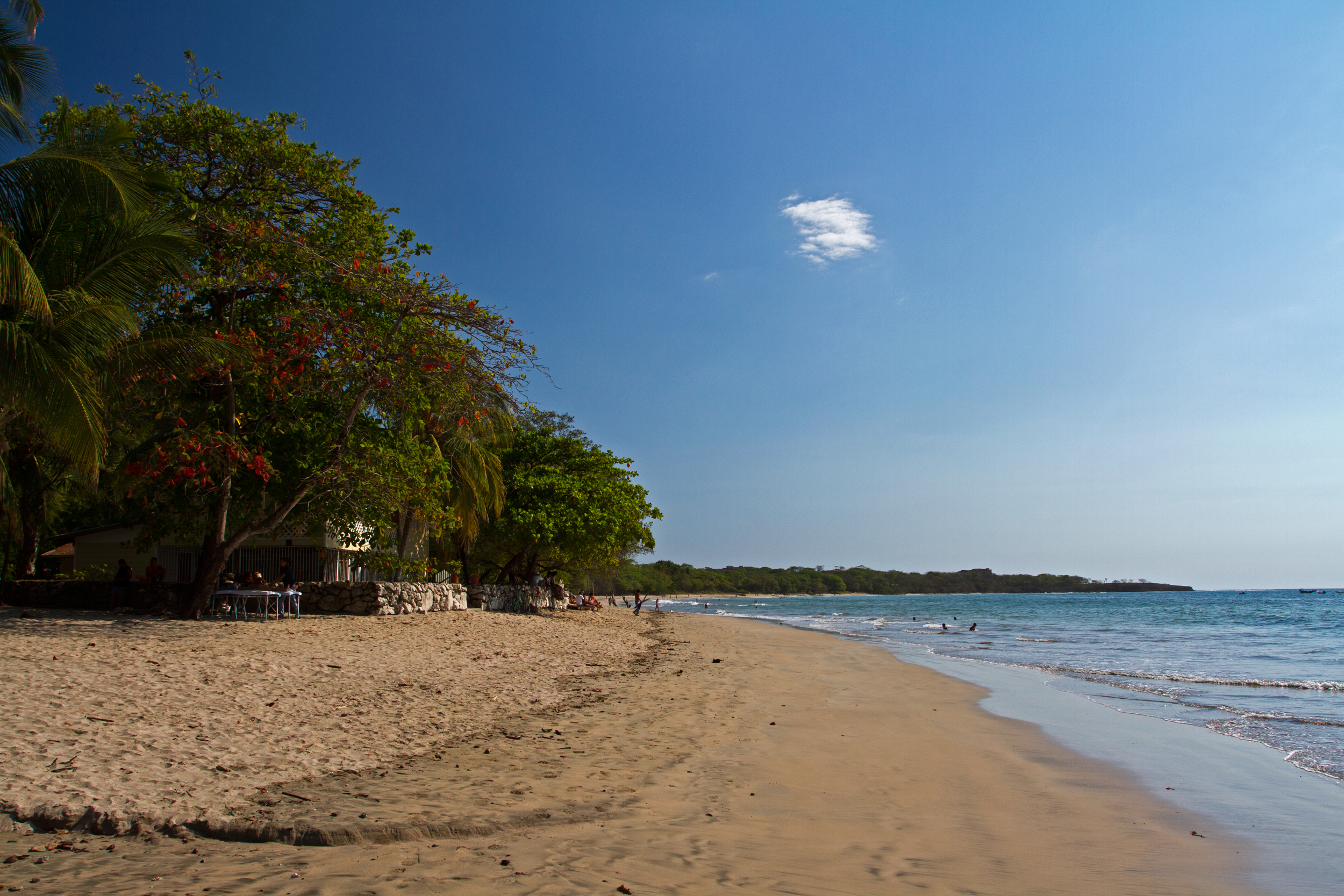
Playa de Tamarindo.

Playa Tamarindo es la playa principal del distrito del mismo nombre, y es uno de los destinos turísticos más renombrados de Costa Rica y una de las más accesibles de la región septentrional del país. Se encuentra ubicada en la bahía de Tamarindo, dentro del parque nacional marino Las Baulas. Se distingue por su oleaje suave y aguas cristalinas, aunque con fuertes corrientes y rocas escasamente sumergidas, con arena de color amarillenta, exuberante vegetación, arrecifes y paisaje en general. Tiene forma de arco y cuenta con un pequeño declive, por lo tanto la seguridad para los bañistas es muy buena. Es apta para realizar diversas actividades como caminatas, pesca, surfing, etc. Al ser Tamarindo un Refugio de Fauna Silvestre, protege el desove de las tortugas baula, lora y verde, las cuales llegan en arribada entre los meses de octubre a marzo. El parque ofrece facilidades de sala de exhibición, información general, agua potable, letrinas, senderos y guías locales.
Se encuentra separada de Playa Grande (norte), también en el parque nacional marino Las Baulas, por el estuario del río Mata Palo o estero de Tamarindo. Playa Grande es uno de los lugares más aptos para la práctica del surf en Costa Rica y se puede acceder a ella a través del estuario en un ferry. No es recomendable intentar el cruce a pie dado que la corriente es muy fuerte y puede ser peligroso.

## Clima
Clima tropical todo el año. La zona de vida corresponde a "Bosque Seco Tropical, transición a Húmedo". 
La temperatura promedio oscila alrededor de los 32 °C. El clima de Tamarindo tiene dos estaciones, la estación seca y la estación húmeda. La estación seca, que dura desde noviembre hasta abril, es seca, caliente y soleada. En esa estación hay muy poca humedad, lo que es muy agradable.
La estación lluviosa empieza a finales de marzo o a principios de abril y continúa hasta octubre. Un día típico es soleado o parcialmente nublado hasta la tarde o la noche, cuando se producen aguaceros en el interior del país y se mueven hacia la costa, muchas veces produciendo puestas del sol espectaculares. Todo está verde y abundante durante esta estación del año. Aunque no haya huracanes aquí, un huracán o una depresión tropical en el Atlántico muchas veces lleva la lluvia a Tamarindo. La precipitación promedio va de 2000 a 2500 mm.

## Demografía
Para el año 2022, Tamarindo cuenta con una población estimada de 7132 habitantes, y para el último censo efectuado, en 2011, Tamarindo contaba con una población de 6375 habitantes.
La comunidad de Tamarindo tiene unos 2000 residentes permanentes, entre naturales y extranjeros, que se eleva a 3500 durante el día cuando acuden a trabajar los que residen en otras zonas. Esta población puede variar de acuerdo al número de visitantes, llegando a elevarse hasta 6000 personas inclusive durante la temporada turística alta. A diferencia de lo que se puede leer en algunas páginas de internet (principalmente que promueven la visita turística a la zona), no es ni de lejos la ciudad más grande de Guanacaste, pero sí se tiene que tomar en cuenta que tiene una muy alta densidad poblacional (quizás la mayor) y un grado de desarrollo urbanístico muy alto para un pueblo costero tan pequeño, que hasta hace 20 años apenas sobrevivía de la pesca. La mayoría de las personas que trabajan en Tamarindo viven en el pueblo de Villareal o en Huacas, a unos 4 km del centro de Tamarindo. Como en la zona residen muchos extranjeros, un alto porcentaje de la población autóctona maneja el idioma inglés como segunda lengua.
Tamarindo es un pueblo que ha crecido atado al desarrollo turístico, por lo cual es multicultural y cosmopolita. Su crecimiento en los últimos veinte años ha sido efervescente pero desordenado, ya que la zona se ha ido poblando con la llegada de residentes extranjeros, principalmente estadounidenses, pero también hay europeos, argentinos, colombianos y de otras nacionalidades, y los servicios e infraestructura necesaria se han ido construyendo de acuerdo a la demanda, sin una planificación específica.

## Cultura

### Artesanías
En Tamarindo se pueden encontrar tiendas artesanales propiedad de costarricenses y de algunos extranjeros. Además, pueden encontrarse muchas manifestaciones culturales de Costa Rica en la cercana ciudad de Santa Cruz, considerada la ciudad folclórica de Costa Rica.

### Deporte

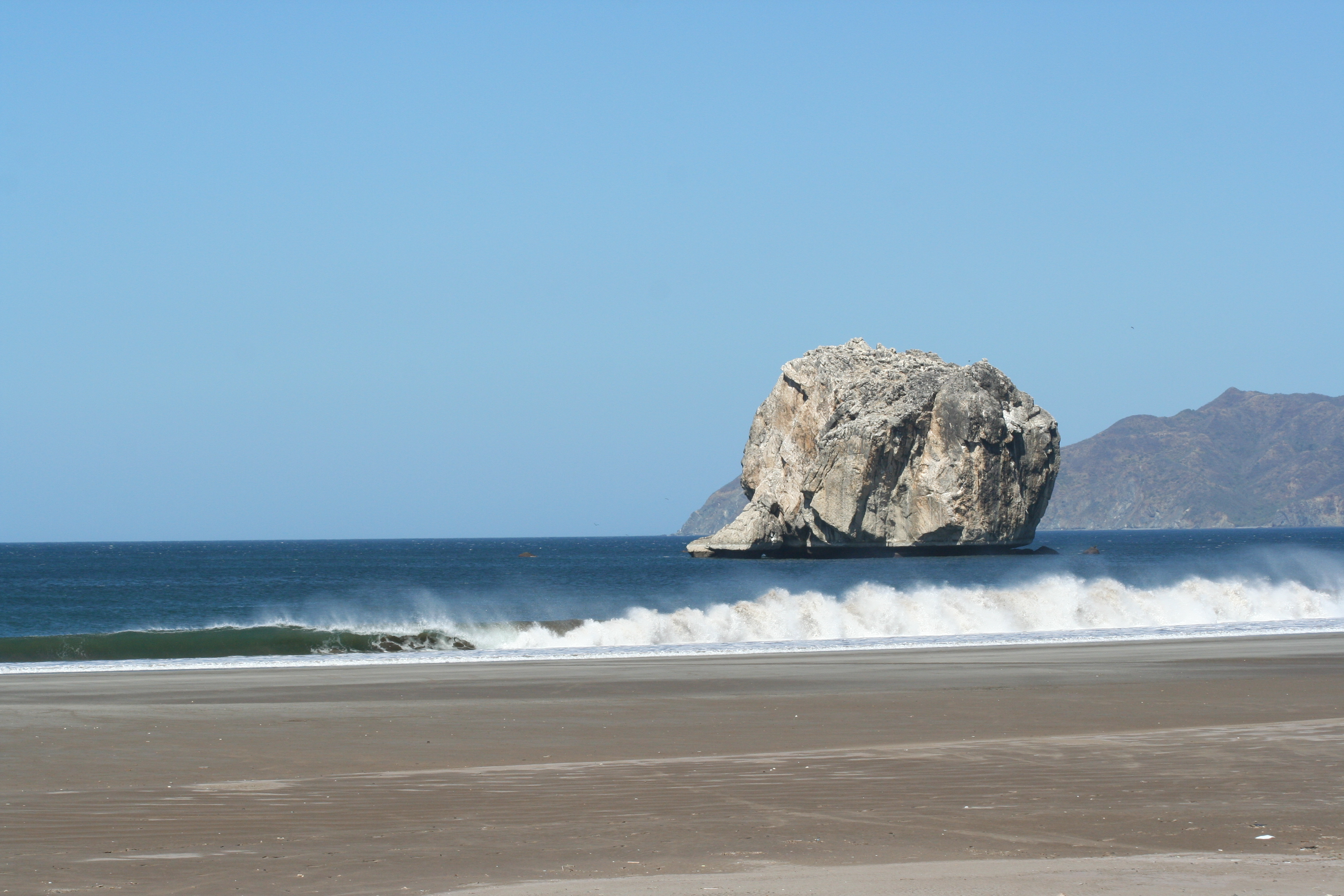
La Roca Bruja.

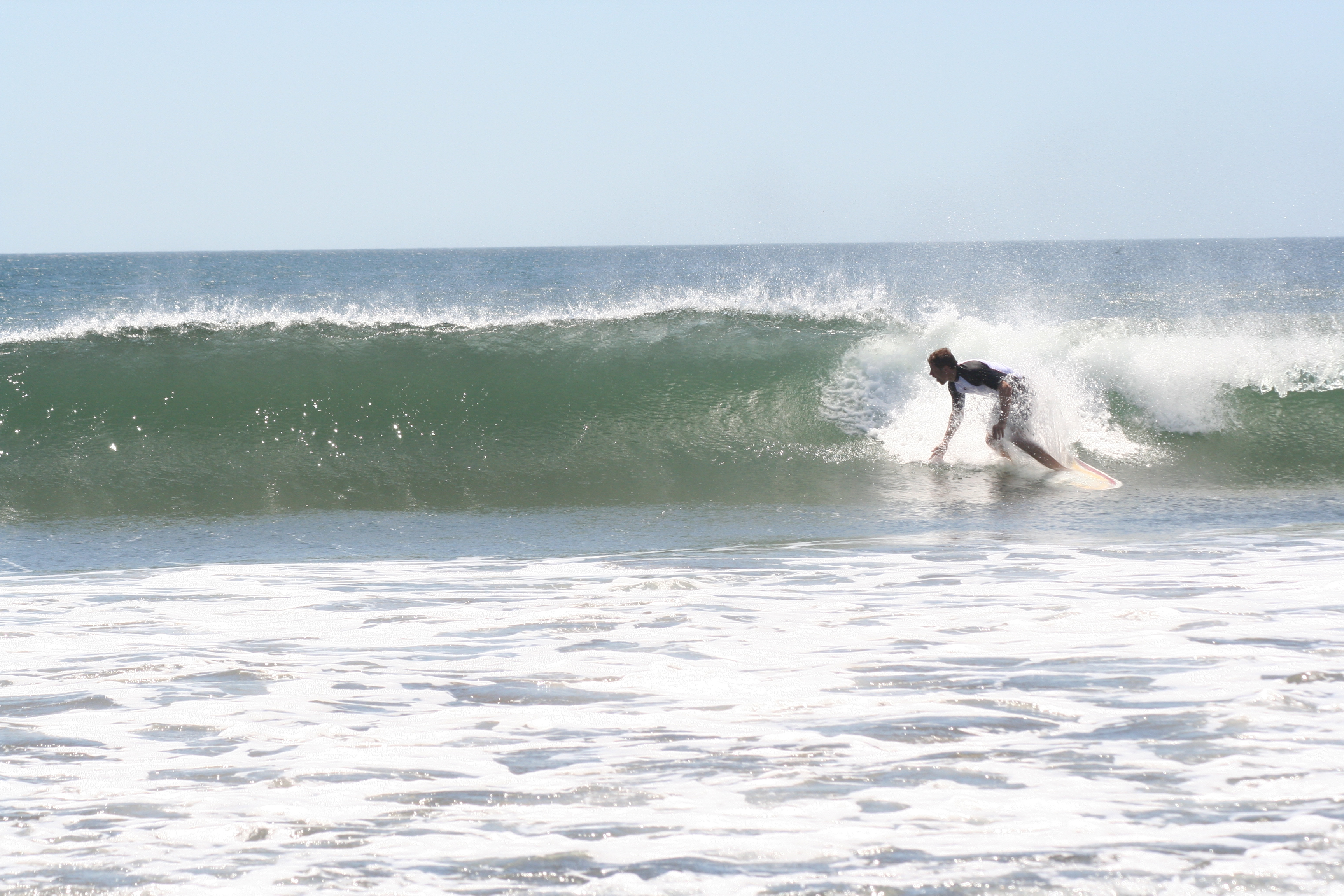
Surf en Roca Bruja.

En Tamarindo se practica el surf, el cual es uno de los responsables directos del crecimiento y desarrollo del distrito, dado que las grandes playas de la bahía de Tamarindo presentan condiciones excepcionales para su práctica.
En la Bahía de Tamarindo están identificados cuatro puntos o «spots» donde se puede practicar el surf. Además de Playa Tamarindo, Playa Grande es la que presenta las mejores condiciones, a pesar de tener el inconveniente de que su acceso es difícil por encontrarse dentro de la zona protegida del parque nacional marino Las Baulas. Son reconocidos también Ollie's Point y la legendaria Roca Bruja, llamada de esta manera por una leyenda local, donde las olas oscilan entre 0,50 y 1,50 m de longitud, llegando a 3,00 m en un buen día. En Roca Bruja, la dirección del viento varía de sureste a noreste, con «swells» provenientes del noroeste, oeste y suroeste, lo que permite que las olas alcancen hasta 12 pies de altura. A estos dos puntos se puede acceder desde Tamarindo o desde Playas del Coco.
En Tamarindo se realizan varios torneos nacionales patrocinados por la Federación de Surf de Costa Rica. Anualmente se realizan algunas fechas del Circuito Nacional de Surf DayStar, siendo el Torneo Witch's Rock uno de los más reconocidos.
Además del surf, en Tamarindo hay otros eventos deportivos como la «maratón internacional de Tamarindo» (Tamarindo Beach Marathon, ganada en 2011 por el keniano Paul Wissira), con distancias de 42,195 km, 30 km, 21 km, 10 km y 5 km; el evento de triatlón «1/3 Costa Rica Iron Man» (ganado en 2010 por el estadounidense Galliano Luconi), y en 2010 se realizó un evento de artes marciales mixtas con exponentes nacionales e internacionales, dedicado a la boxeadora y campeona mundial Hanna Gabriel.

### Producción audiovisual
El cortometraje costarricense «Fe de Agua» fue filmado en Tamarindo en 2009, coproducida por residentes costarricenses y extranjeros de Tamarindo, en la que un joven guanacasteco descubre el destino de su vida al cambiar el machete (instrumento de trabajo de la tierra en la que nació) por una tabla de surf. Tamarindo fue también la primera parada en un épico viaje de surfing mundial en la película «Endless Summer II» (Verano Infinito II).

## Localidades
- Cabecera: Villarreal
- Poblados: Cañafístula, Cebadilla, El Llano, Garita, Guatemala, Hernández, Icacal, La Loma, Linderos, Mangos, Palmar, San Andrés, San José Pinilla, Santa Rosa, Tamarindo.

## Ecología y conservación
Se encuentra la mayor parte del parque nacional marino Las Baulas, el Refugio Natural de Vida Silvestre Tamarindo y las playas Grande, Langosta y Ventanas, que en conjunto constituyen la zona de anidamiento más importante del Pacífico americano de la tortuga baula, la más grande del mundo, en peligro crítico de extinción.

### Áreas de conservación
Tamarindo se encuentra en una región poco usual de bosques tropicales secos, los cuales son verdes y exuberantes durante la estación lluviosa y pierden sus hojas durante el seco verano de Guanacaste, brindando a la región una variedad única de flora y fauna.
El parque nacional marino Las Baulas, ubicado entre los distritos de Tamarindo y Cabo Velas (Santa Cruz), a 20 km de Tamarindo por carretera (5 km vía estero), se creó con el fin de brindar protección a las poblaciones de tortugas baulas que llegan a anidar a tres playas principales del Parque: playa Grande, Ventanas y Langosta. En la zona detrás de Playa Grande existe un acuífero aluvial abierto con influencia marina. Forman parte del parque también la isla Capitán, que posee una hermosa playa de arena blanca, la cual puede se visitar en bote o incluso llegar nadando, y la Isla Verde, que es una isla fluvial localizada en la desembocadura del río San Francisco. Forman parte del parque también los cerros Morro y Ventanas, que tienen un área importante de bosque seco.
Este es también un sitio de importancia mundial ya que aquí se encuentra el Estero de Tamarindo, el manglar estatuario más grande de Latinoamérica, declarado Sitio RAMSAR, categoría otorgada solamente a humedales de importancia mundial. Además el Parque cuenta con otros esteros de menor tamaño pero de igual belleza como el estero de San Francisco y estero Ventanas.
En 1987 se creó el Refugio Nacional de Vida Silvestre Tamarindo, mediante el Decreto Ejecutivo 17566. En 1993, el estero de Tamarindo obtiene la declaratoria de humedal de importancia mundial por la Convención RAMSAR. El 9 de junio de 1991 se crea el parque nacional marino Las Baulas, creándose así una sola área protegida al absorber lo que era el Refugio de Vida Silvestre Tamarindo.
El parque nacional marino Las Baulas es visitado por tres especies de tortugas: tortuga baula (Dermochelys coriacea, en estado crítico de extinción mundial), tortuga lora (Lepidochelys olivacea) y tortuga negra o verde (Chelonia agassizii). Se han identificado alrededor de 117 especies de árboles y arbustos, 139 especies distintas de aves, de las cuales 55 son migratorias latitudinales y 8 hacen migraciones o movimientos estacionales dentro del país; 34% de estas especies necesitan de los bosques de manglar, el 52% de estas aves necesita de áreas boscosas. Además, se ha reportado el avistamiento de ballenas jorobadas, delfines, rayas, bancos de peces y crustáceos en el territorio que protege el parque. 
Además del Parque, existen también varias organizaciones y asociaciones ecologistas nacionales e internacionales afincadas en el distrito que buscan mejorar la conservación natural de la zona, tales como el Comité Ambiental y Cultura de Tamarindo, «Reserva Tamarindo Preserve», o «The Leatherback Trust», esta última, que ha contribuido enormemente en los últimos años a consolidar la protección del ecosistema del Parque Las Baulas para asegurar la reproducción de las tortugas.

#### Bandera Azul
La localidad perdió la Bandera Azul Ecológica en 2007, el mismo año en la cual se le había otorgado, en un hecho inusitado que no se ha vuelto a repetir en ninguna otra zona del país, producto de 11 descargas de aguas residuales de restaurantes, hoteles y casas, lo que provocó que las autoridades del Ministerio de Salud girasen más de 80 órdenes sanitarias. Las fuerzas vivas de la comunidad se dieron entonces a la tarea de limpiar la playa para volver a atraer a los turistas, y en 2008, los esfuerzos del Comité Pro Bandera Azul Ecológica para Tamarindo, la Asociación Pro Mejoras de Tamarindo, la Municipalidad de Santa Cruz y los habitantes de la comunidad (tanto nacionales como extranjeros residentes) en busca de un desarrollo sostenible con la naturaleza para el distrito, lograron que la Autoridad Reguladora de los Servicios Públicos (ARESEP) declarara el agua suministrada por la ASADA Tamarindo como apta para beber, y que en 2009 el Instituto Nacional de Acueductos y Alcantarillados de Costa Rica declarase la playa de Tamarindo como apta para natación. En la actualidad, se realizan campañas de concientización para uso racional del agua y también se ha realizado un estudio del manto acuífero y de la futura ampliación y renovación de todas las tuberías existentes ya que cumplieron su vida útil.

### Desarrollo urbanístico
En enero de 2009, la Sala Constitucional de la Corte Suprema de Justicia de Costa Rica, frenó indefinidamente el desarrollo urbanístico en Tamarindo y de las comunidades que colindan con el parque nacional marino Las Baulas. El voto 18529-08 suspendió los permisos de construcción y las viabilidades ambientales en la zona de amortiguamiento del parque nacional. Ese territorio es una franja de 500 metros lineales que bordea todos los límites terrestres de Las Baulas. El fallo de la Sala también prohíbe que se otorguen nuevos permisos de construcción y viabilidades ambientales hasta que se realice un estudio técnico sobre el impacto que esas obras puedan provocar en el área de conservación, el cual debe revelar cuál es el impacto del ruido, las luces, las aguas negras y servidas y la presencia humana en el ecosistema de la zona, y en especial la tortuga baula. Ese estudio fue asignado por los magistrados a la Secretaría Técnica Nacional Ambiental (Setena), Acueductos y Alcantarillados (AyA), y a las municipalidades de Santa Cruz, Nandayure, Hojancha, Nicoya y Carrillo, y eventualmente podría recomendar la expropiación de las propiedades que están ubicadas en esa área, que se realizarían solo si así lo recomendase el estudio técnico pendiente.

## Economía

### Turismo
En la provincia de Guanacaste el turismo empezó a adquirir importancia en los años 90, haciendo que al final de la década la provincia pasara de una economía basada en la actividad agrícola a una de servicios, cuando los primeros visitantes extranjeros descubrieron los maravillosos puntos para el surf, el precioso paisaje y las extensas playas de arena blanca. Para 1997, existían en la zona apenas unos cuatro lugares de hospedaje y un par de sitios para comer. Su crecimiento se dio a finales del siglo pasado, de la mano de eventos internacionales de surf, el Aeropuerto de Guanacaste y una industria hotelera que creció bajo la presión de la demanda.
Tamarindo es hoy uno de los destinos turísticos más desarrollados de la región noroeste de la Península de Nicoya. Tiene acceso a servicios de primera calidad y cuenta con cabinas, hoteles y restaurantes a todos los precios. En esta zona, la industria turística la desarrollan especialmente corporaciones de inversionistas, grupos mayoristas y hoteleros internacionales dedicados al turismo masivo y al negocio de bienes raíces. Entre los hoteles más destacados de la zona se encuentran el hotel Tamarindo Diriá, el Jardín del Edén y el Tamarindo Vista Villas, y entre los restaurantes, se pueden citar Pizzería La Baula, Crazy Monkey, Noguis y El Vaquero. La ciudad cuenta con alquiler de apartamentos, tiendas de mascotas, oficinas para alquiler de automóviles, tiendas de surf, tiendas para alquiler de equipo para pesca deportiva, hosteles, bares, discotecas, un casino de juego, transporte terrestre y aéreo, spas, bancos con servicio completo con máquina de ATM, tiendas de alimentación, de productos frescos y puestos de jugos frescos, una panadería francesa, una fábrica de helados, una variedad de tiendas de recuerdos y de ropa, una galería de arte, una clínica médica, una farmacia, un consultorio odontológico, una tienda de computadores, una oficina de bienes raíces, lavadoras automáticas y cafés internet. 
El desarrollo de Tamarindo es impulsado en gran parte por extranjeros, de forma concéntrica, y ha llegado a tal magnitud que acapara la totalidad del espacio disponible, lo que en muchas ocasiones, a pesar de la generación de empleo, ha provocado problemas sociales y de contaminación típicos de una zona urbana.
Las condiciones naturales y de desarrollo turístico de Tamarindo permiten que en esta zona vacacional se puedan realizar varias actividades, además del surf, como el snorkeling, paseos en kayak, navegación, natación, boogie boarding, pesca deportiva, buceo, golf (Hacienda Pinilla), paseos a caballo o en cuadraciclo, así como la visita al Refugio Natural para observar el desove de las tortugas.

## Transporte

### Aeropuerto
Tamarindo cuenta con el Aeropuerto de Tamarindo, por lo que es posible tomar un vuelo con las compañías «Sansa» o «Nature Air» en el Aeropuerto Internacional Juan Santamaría y volar directamente a Tamarindo. Los vuelos salen diariamente. 

### Carreteras
Se puede llegar a Tamarindo en automóvil por carretera asfaltada manejando desde San José (unas 4-5 horas de manejo) o Liberia (aproximadamente 1 hora), dependiendo de la vía de entrada al país. Conduciendo desde San José, la forma más expedita es por el Puente de La Amistad de Taiwán sobre el río Tempisque, que actualmente está cerrado. Luego se llega a la localidad de Belén, de allí se toma el giro a Huacas y luego a la derecha hasta Tamarindo. También existe una ruta de autobús que comunica directamente San José con Tamarindo, pero se recomienda comprar el tiquete el día anterior para asegurarse el espacio.
Al distrito lo atraviesan las siguientes rutas nacionales de carretera:
- Ruta nacional 152
- Ruta nacional 155

## Galería

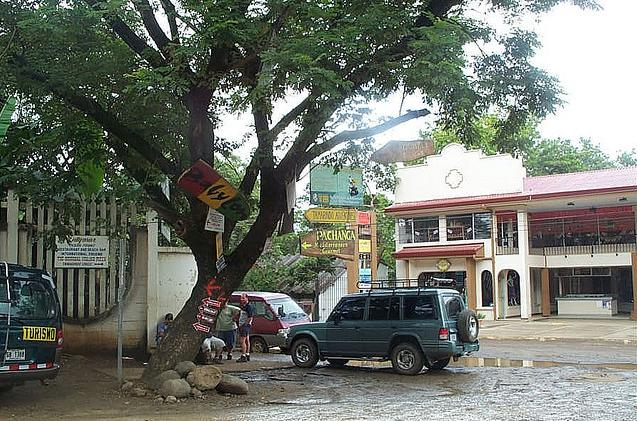
Vista de una calle en Tamarindo.
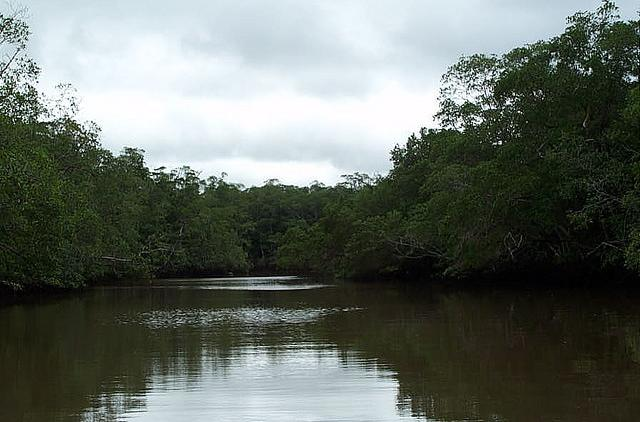
Río Matapalo.
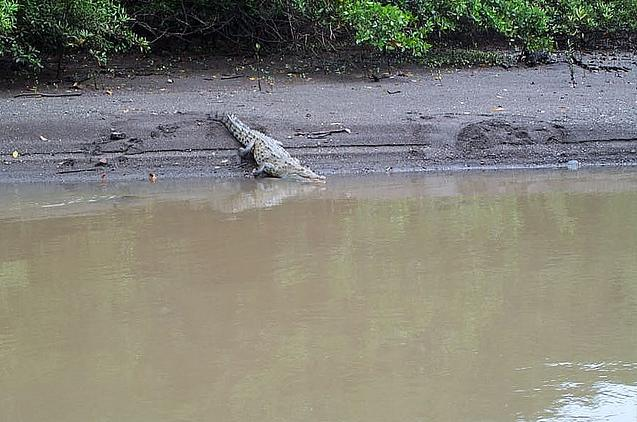
Cocodrilo en el Río Matapalo.
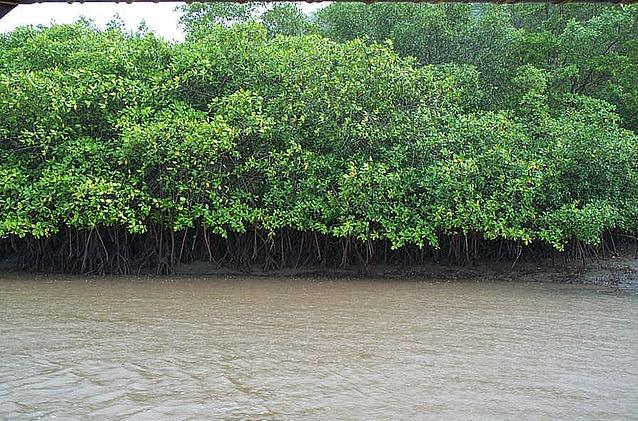
Manglar de Tamarindo.
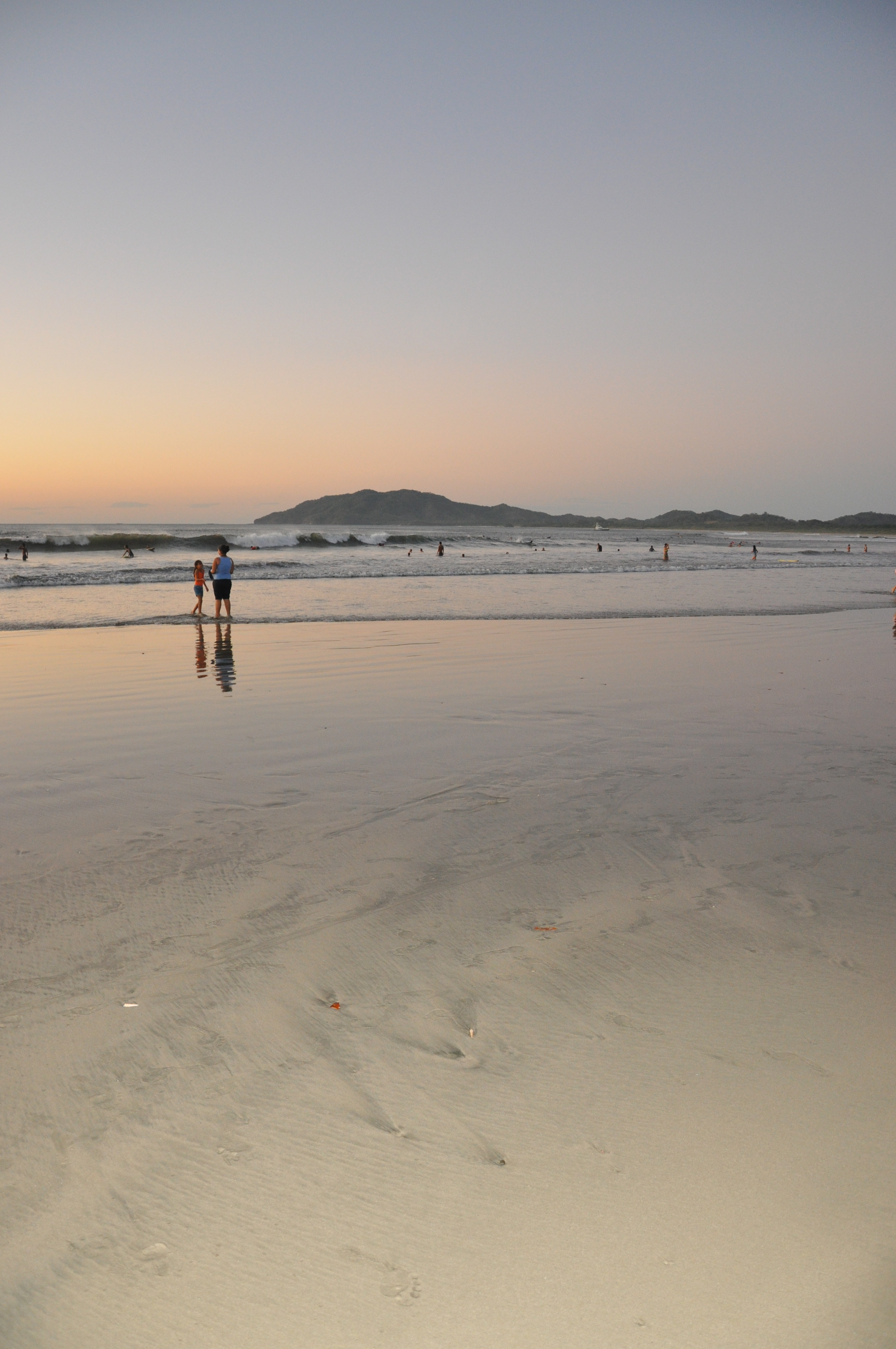
Atardecer en Playa Tamarindo.